# 과부 (1978년 영화)
"과부"(Widow)는 한국에서 제작된 조문진 감독의 1978년 드라마, 멜로/로맨스 영화이다. 고은아 등이 주연으로 출연하였고 김태수 등이 제작에 참여하였다.

## 출연

### 주연
- 고은아
- 김희라
- 황정순
- 윤일봉

### 조연
- 손창호
- 이연희
- 김만
- 임해림
- 김왕국
- 박광진
- 김예성
- 손전
- 안진수
- 나갑성
- 김기만
- 최연수
- 조학자
- 이정애
- 문미봉

## 기타
- 원작자: 황순원
- 제작지휘: 김인기
- 제작부장: 김우봉
- 촬영부: 정정윤
- 촬영부: 이오중
- 촬영부: 이동호
- 조명: 차정남
- 조명부: 손달호
- 조명부: 김기진
- 그립: 양기주
- 조연출: 김대진
- 조연출: 하수태
- 조감독: 민석철
- 붐어시스턴트: 손인호
- 미술: 노인택
- 현상: 우성현상소